# Unforgiving: A Northern Hymn
Unforgiving: A Northern Hymn ist ein schwedisches Survival-Horror-Spiel von dem unabhängigen Spielstudio Angry Demon Studios aus Skövde. Das Spiel bietet schwedische Sprachausgabe und Untertitel in verschiedenen Sprachen; darunter auch Deutsch. Das Spiel ist stark von schwedischer Folklore und nordischer Mythologie inspiriert.

## Spielmechanik
Das Spiel bietet eine offene Welt und Survival-Horror aus der First-Person-Perspektive. Es spielt in einem Wald und der Spieler hat auch die Möglichkeit, verschiedene Hütten, verlassene Gebäude und einen verlassenen Minenschacht zu erkunden. Durch die spärliche Beleuchtung werden potenzielle Bedrohungen vor der Sicht des Spielers verdeckt und mithilfe von Soundeffekten wird Spieler dazu gebracht, die Anwesenheit von Feinden infrage zu stellen. Die künstliche Intelligenz im Spiel wählt ihre eigenen Pfade, anstatt den gleichen Pfad zu wiederholen.

## Handlung
Das Spiel beginnt mit einer namenlosen Protagonistin, die im Auto ihres Bruders gefesselt aufwacht. Nach einem Unfall im Wald suchen die beiden einen Weg aus dem Wald heraus. Auf dem Weg erfährt der Spieler den Grund für die Entführung durch den Bruder; die Protagonistin leidet an einer Suchtkrankheit und weigert sich, sich einer Behandlung zu unterziehen. Der Bruder hatte vor, sie mit Gewalt in eine Behandlungsklinik zu bringen. Bruder und Schwester werden bei einem Flussübergang getrennt und die Protagonistin muss einen Sumpfbereich durchqueren. Bei einer Reihe von Eisenbahnschienen werden die beiden wiedervereint, jedoch gelingt dem Bruder die Flucht vor einem einarmigen Troll nicht, sodass die Protagonistin allein auf sich gestellt ist. Sie muss nun verschiedene Aufgaben bewältigen, bei denen sie immer wieder auf eine Reihe von Kreaturen aus der nordischen Mythologie trifft.

### Monster
- Strandvaskare
- Lyktgubbe
- Giganten
- Skogsrå
- Nacken
- Gengångare
- Trolle
- Nornen
- Disen[8]

## Rezeption
André Linken von Gameswelt nannte das Spiel einen „Horror-Geheimtipp zum Schnäppchenpreis“ und lobte das gute Gespür für den Kontrast zwischen Schockmomenten und ruhigeren Passagen sowie die unverbrauchte schwedische Mythologie. Bemängelt wurde hingegen der lineare Ablauf des Spiels sowie die deutsche Übersetzung, die zu dem Zeitpunkt noch nicht von Weyers neu übersetzt wurde.
Alex Ney von Survivethis lobte die „gute Story mit geradezu dramatischen Momenten“ sowie die „ungewöhnlich dichte Atmosphäre, geschickt eingefädelte[n] Scares und viele[n] unterschiedliche[n], mythologische Bedrohungen[n].“ Bemängelt wurde aber ebenfalls der lineare Spielverlauf.